# Eble de Saignas
Eble de Saignas o Saignes o Saingna o Sanha, o anche Ebles de Saigna o Eblon de Saignas, italianizzato in Ebolo di Saigna (1150) è stato un trovatore alverniate del XII secolo, forse appartenente o imparentato alla famiglia dei signori di d'Apchon o Saignes Cantal.
Contemporaneo di Peire d'Alvernhe che lo satireggia in Chantarai d'aquestz trobadors e di Garin le Brun che lo cita in Nueyt e iorn suy en pessamen, Eble de Saignes è coautore di un partimen (N'Eble, ar cauzetz la meillor) con Guilhem Gausmar:
             [Gausmar]

             N' Eble cauzetz la meillor

             ades, segon vostr' essien:

             lo cals ha mais de pensamen

             de consirier e d'eror

             sel que gran re deu paiar

             ni pot ni vol hom esperar,

             ho sel c'a son cor e son sen

             en dona pauzat, e re no fai que ill plaia?
Qualcuno identifica l'Eble (de Saignas) del componimento con Eble d'Ussel, considerati anche i pochi chilometri che separano Ussel da Saignes.
Un'altra ipotesi lo vuole identificabile con Bernart Marti